# NGC 2229
NGC 2229 је спирална галаксија у сазвежђу Златна риба која се налази на NGC листи објеката дубоког неба.
Деклинација објекта је - 64° 57' 24" а ректасцензија 6h 21m 23,8s. Привидна величина (магнитуда) објекта NGC 2229 износи 13,5 а фотографска магнитуда 14,4. NGC 2229 је још познат и под ознакама ESO 87-8, AM 0621-645, DRCG 50-55, PGC 18867.